# Ringmasters
Ringmasters är en prisbelönt svensk barbershopkvartett som grundades i Stockholm hösten 2006.
Medlemmarna, Jakob Stenberg, Rasmus Krigström, Emanuel Roll och Didier Linder gick tillsammans grundskolan i Adolf Fredriks musikklasser och sedan Stockholms musikgymnasium.
Ringmasters blev uppmärksammade då de kom på tredje plats i SNOBS:s årliga barbershop-mästerskap 2007, bara fem månader efter grundandet. År 2012 blev de i Portland erkända som världens bästa barbershop-kvartett, och den första icke-nordamerikanska kvartett att vinna denna titel. Ringmasters har utgivit fyra album.

## Diskografi
- Ringmasters I (2012)
- Ringmasters II (2014)
- Ringmasters III (2014)
- Ringmasters IV (2022)